# Herman Verbaet
Herman Verbaet (1941) is een Vlaams producer van verschillende series op VTM zoals onder andere Familie, Vennebos, Bompa, Benidorm, Nonkel Jef, Slisse & Cesar, Drie mannen onder één dak, Zone Stad en Spoed.
Van 1990 tot 2005 was Herman Verbaet eigenaar van het productiehuis Studio's Amusement. In die periode was hij in 1991 de eerste producent van Familie, de langstlopende televisiesoap in Vlaanderen. In 2005, na een loopbaan van 45 jaar, verkocht hij Studio's Amusement aan VTM dat hiermee de toekomst van Familie wilde veilig stellen.